# Yerásimos Dendrinós
 (février 2008).
Améliorez-le ou discutez des points à vérifier. 
Yerásimos Dendrinós (en grec moderne : Γεράσιμος Δενδρινός), né en 1955 au Pirée, est un écrivain grec. 

## Formation
Il a étudié la philologie à l'université d'Athènes et est professeur dans l'enseignement secondaire. 

## Publications
En dehors du recueil de nouvelles "Un paquet d'arôme", il a publié le texte "Matias del Rios" et le roman "Vaste quartier". Le roman "Salutation du sud" est publié en 1994 chez Odyssée et a été édité de nouveau par Kedros avec quelques rectifications.

## Source
- Χαιρετίσματα από νότο (Salutation du sud), Kedros, 2003